# Jumeaux jumeaux
Pour plus de détails, voir Fiche technique et Distribution.
Jumeaux Jumeaux est un film américain de John Paragon, sorti en 1994. 

## Synopsis
Peter et David Falcone, deux jumeaux culturistes au chômage, sont recrutés pour garder les neveux orphelins, eux-aussi jumeaux, de Frank Hillhurst, un homme d'affaires.

## Distribution
- Peter Paul : Peter Falcone
- David Paul : David Falcone
- Christian Cousins (en): Bradley
- Joseph Cousins (en): Steven
- Rena Sofer : Judy Newman
- Jared Martin : Frank Hillhurst
- Barry Dennen : Thomas
- Mother Love (en): Penny
- George Lazenby : Leland Stromm
- Valentina Vargas : Lolita
- Vic Trevino : Ramon
- David Wells : Bennett
- Danny Lee Clark (en) : Sniper / Cop